# برسفورد ۵۶۸۲
سیارک ۵۶۸۲ (به انگلیسی: 5682 Beresford، نامگذاری:1990TB) پنج هزار و ششصد و هشتاد و دومین سیارک کشف شده‌است که در ۹ اکتبر ۱۹۹۰ کشف شد.
قدر مطلق سیارک برابر ۱۴٫۰۰ است.